# ヴァッレマーイオ
ヴァッレマーイオ（伊: Vallemaio）は、イタリア共和国ラツィオ州フロジノーネ県にある、人口約890人の基礎自治体（コムーネ）。

## 地理

### 位置・広がり
フロジノーネ県の南東部に位置するコムーネ。カッシーノから南へ14km、ガエータから北東へ26km、県都フロジノーネから南東へ50km、ナポリから北北西へ69km、ローマから125kmの距離にある。

#### 隣接コムーネ
隣接するコムーネは以下の通り。括弧内のLTはラティーナ県所属を示す。
- カステルフォルテ (LT)
- カステルヌオーヴォ・パラーノ
- コレーノ・アウゾーニオ
- サン・ジョルジョ・ア・リーリ
- サンタンドレーア・デル・ガリリャーノ
- サンタポッリナーレ

### 気候分類・地震分類
ヴァッレマーイオにおけるイタリアの気候分類 (it) および度日は、zona D, 1713 GGである。
また、イタリアの地震リスク階級 (it) では、zona 2B (sismicità media) に分類される。